# Andrew Chi-Chih Yao
Andrew Chi-Chih Yao (姚期智S, Yáo QīzhìP; Shanghai, 24 dicembre 1946) è un informatico cinese.
Attualmente è professore e preside dell'Istituto di scienze interdisciplinari dell'informazione (IIIS) presso l'Università Tsinghua di Pechino. Yao ha utilizzato il teorema minimax per dimostrare quello che ora è noto come Principio di Yao.
Yao è stato un cittadino statunitense naturalizzato e ha lavorato per molti anni negli Stati Uniti, ma nel 2015, insieme a Chen-Ning Yang, ha rinunciato alla sua cittadinanza americana ed è diventato un accademico dell'Accademia cinese delle scienze.

## Premi e riconoscimenti
Nel 1996 gli è stato conferito il premio Knuth. Ha ricevuto il premio Turing, il più prestigioso premio in informatica, nel 2000, in riconoscimento dei suoi contributi fondamentali alla teoria della computazione, la teoria basata sulla complessità della generazione di numeri pseudocasuali, la crittografia e la complessità della comunicazione.